# 5609 Стронконе
5609 Стронконе (5609 Stroncone) — астероїд головного поясу, відкритий 22 березня 1993 року.
Тіссеранів параметр щодо Юпітера — 3,206.